# Kleve (Steinburg)
Pour les articles homonymes, voir Kleve (homonymie).
Kleve est une commune allemande du Schleswig-Holstein, située dans l'arrondissement de Steinburg (Kreis Steinburg), à neuf kilomètres au nord-ouest de la ville d'Itzehoe. Kleve fait partie de l'Amt Itzehoe-Land (« Pays d'Itzehoe ») qui regroupe 20 communes autour d'Itzehoe.